# Streit Group
Streit Group — канадсько-еміратська компанія, що займається виготовленням колісної броньованої техніки та спеціальних машин.

## Історія
У лютому 2013 року керівник компанії Г. Гуторов повідомив, що виробничі потужності компанії дозволяють виробляти більше 400 одиниць техніки на місяць
Станом на початок лютого 2015 року, до складу компанії входять 12 виробничих і складальних підприємств в декількох регіонах світу, промислові потужності дозволяють виробляти понад 500 одиниць техніки на місяць.

## Продукція
- Бронювання серійних автомобілів.
- Спеціальні бронеавтомобілі:
  - Streit Group Spartan — бронеавтомобіль з колісною формулою 4х4 на шасі Ford F550.
  - Streit Group Cougar — бронеавтомобіль з колісною формулою 4х4 на шасі Toyota Land Cruiser 79.
  - Streit Group Scorpion — бронеавтомобіль з колісною формулою 4х4.
  - Streit Group Cobra — бронеавтомобіль з колісною формулою 4х4 на шасі Toyota Land Cruiser 200.
  - Streit Group Jaguar — бронеавтомобіль з колісною формулою 4х4.
  - Streit Group Warrior — бронеавтомобіль з колісною формулою 4х4 з білоруським ПТРК «Шершень».
  - Streit Group Puma — бронеавтомобіль з колісною формулою 4х4 на шасі Toyota Tundra.
  - Streit Group Typhoon — бронеавтомобіль з колісною формулою 4х4 або 6х6 з мостами від автомобіля КАМАЗ.
  - Streit Group Varan — бронетранспортер з колісною формулою 6х6 з мостами від автомобіля КАМАЗ.
  - Al Masmak — бронеавтомобіль, спільна розробка з південно-африканською компанією IAD.
  - KrAZ-MPV Shrek One — бронеавтомобіль з колісною формулою 4х4 на шасі КрАЗ-5233, спільна розробка з українською компанією АвтоКрАЗ.
  - KrAZ Feona — бронеавтомобіль з колісною формулою 6х6 на шасі КрАЗ-6322, спільна розробка з українською компанією АвтоКрАЗ.
  - KrAZ Hurricane — бронеавтомобіль з колісною формулою 8х8 на шасі КрАЗ-7634, спільна розробка з українською компанією АвтоКрАЗ.

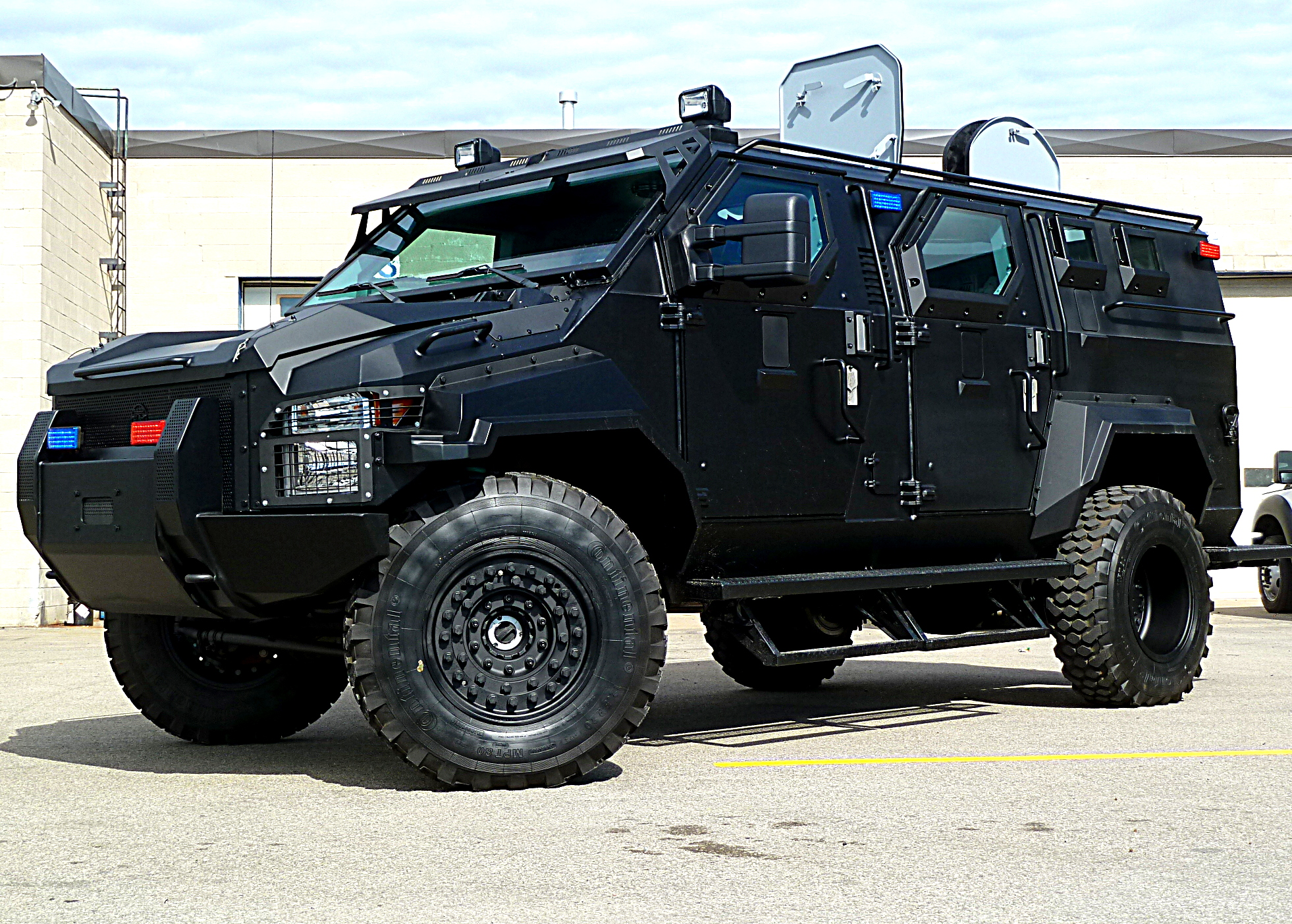
Streit Group Spartan
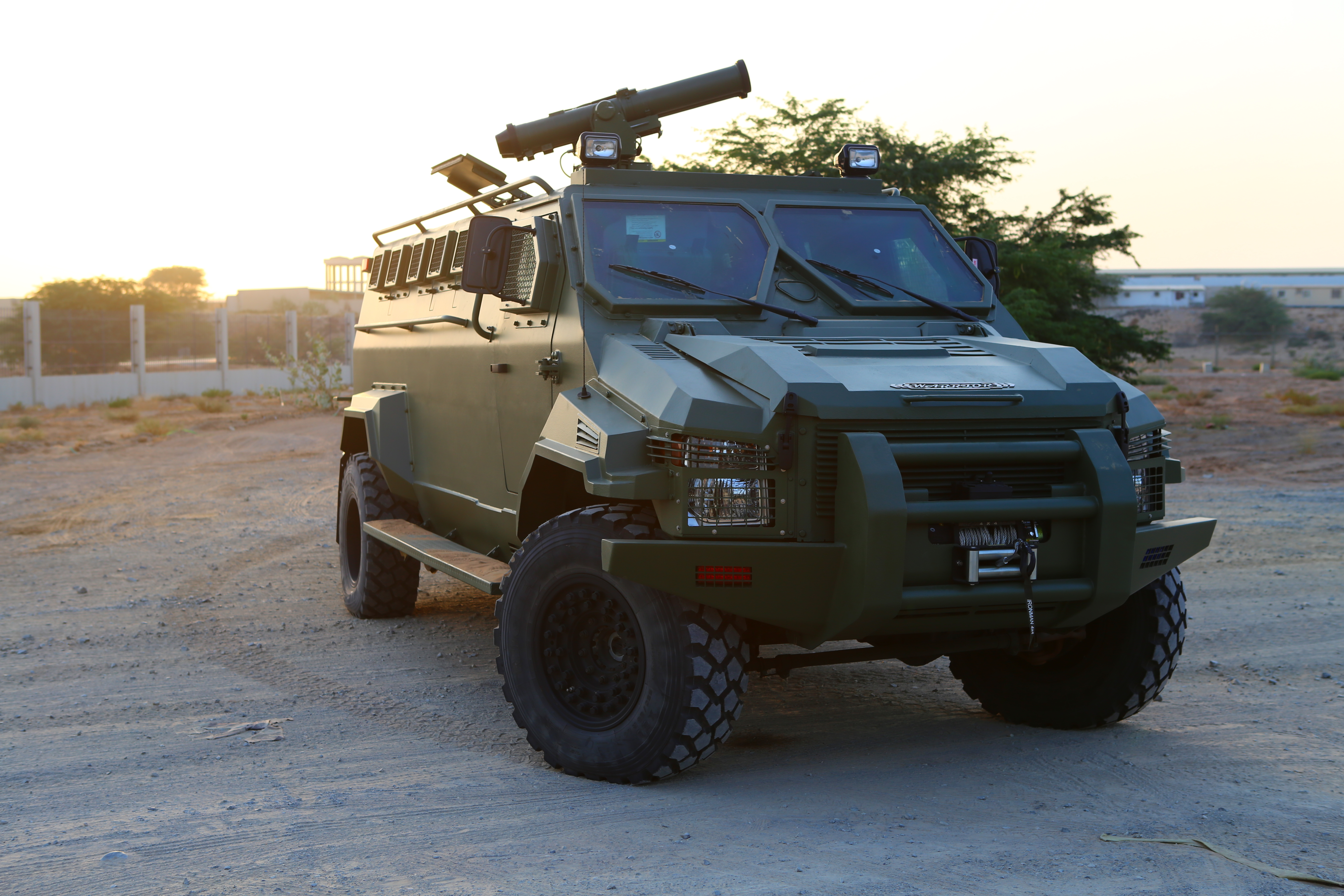
Streit Group Warrior
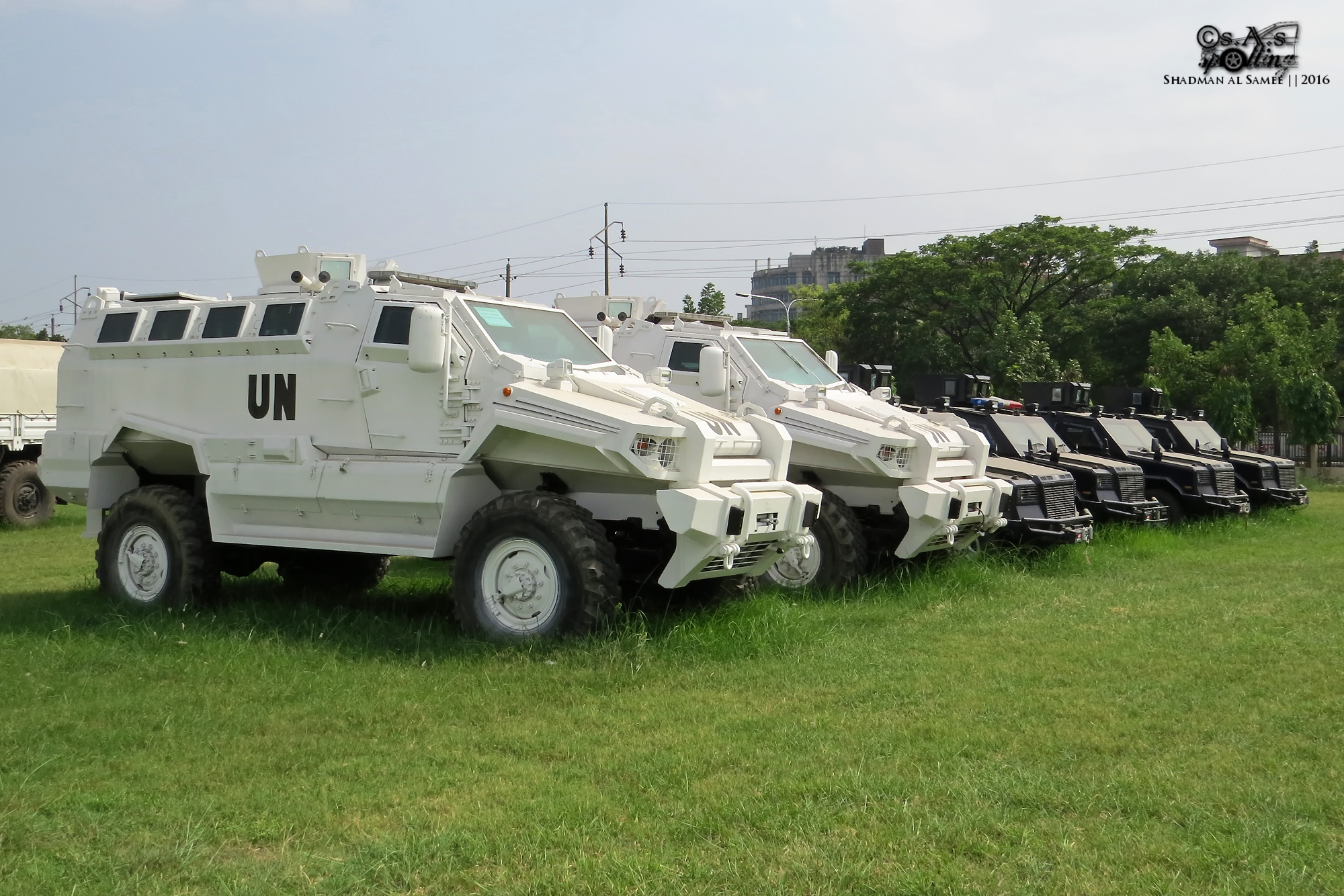
Streit Group Typhoon
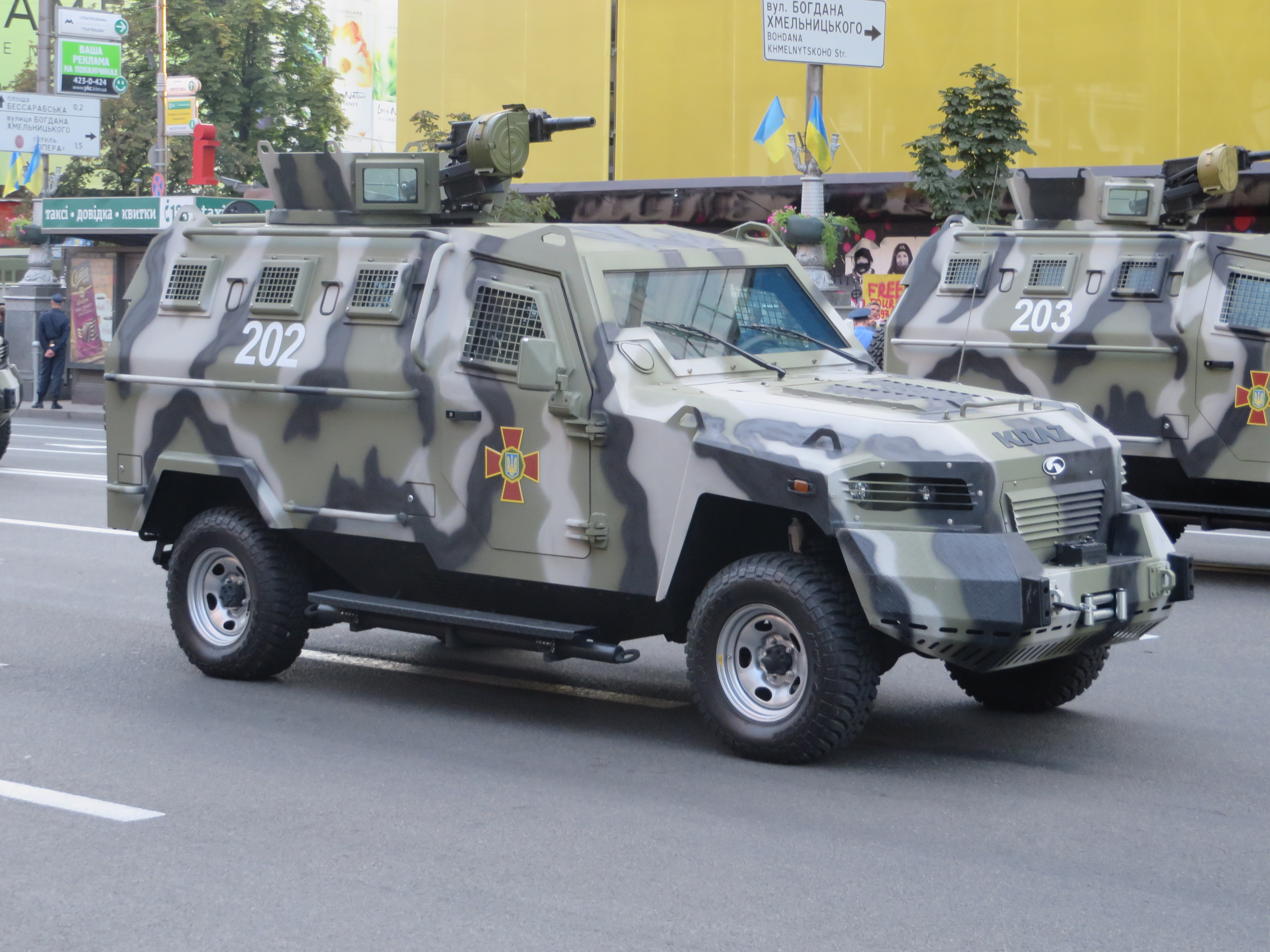
KRAZ Cougar
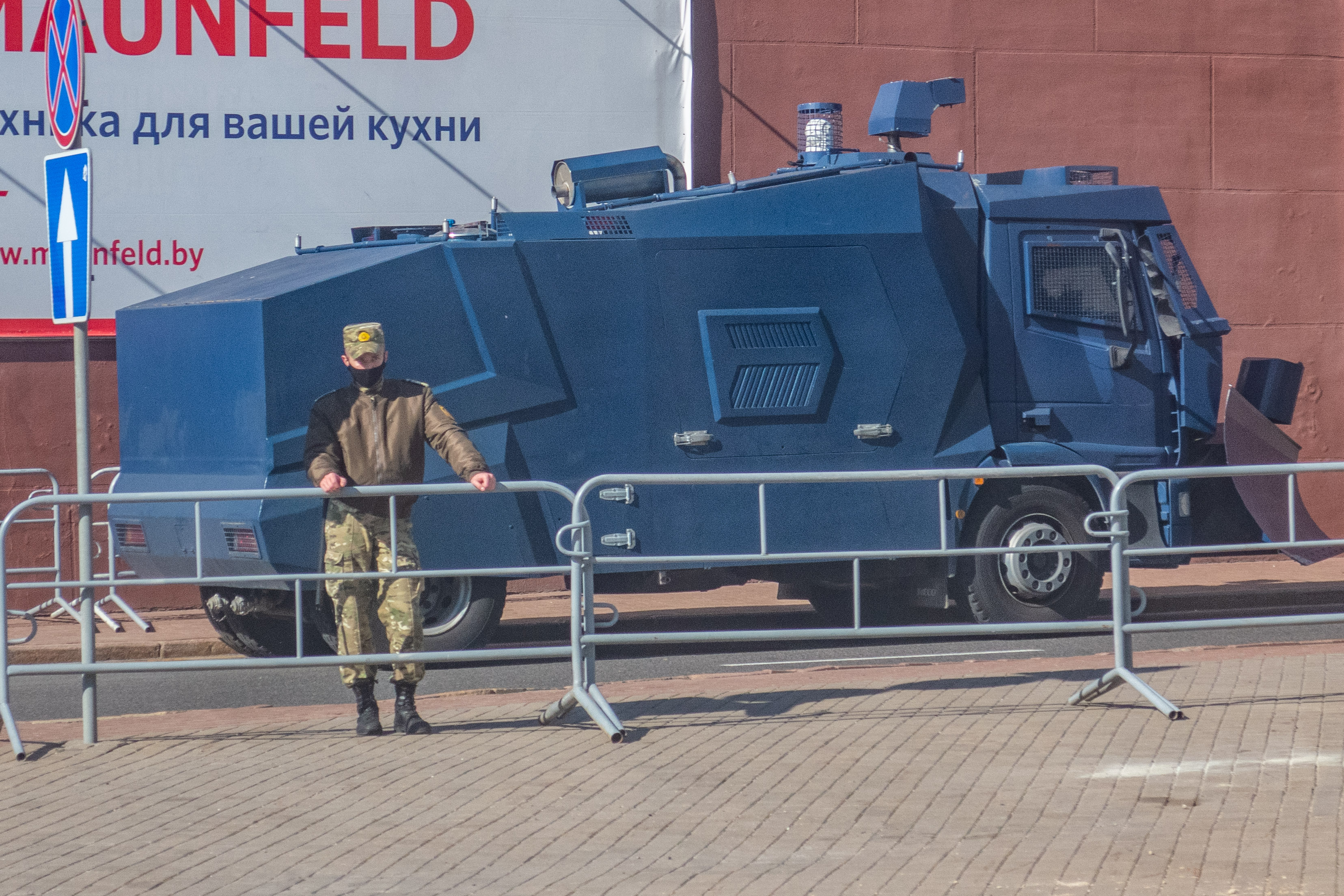
Predator